# Browns of York
Browns Department Stores is een kleine warenhuisgroep met winkels in York, Helmsley, Beverley en Gainsborough. Browns werd opgericht in 1890 door Henry Rhodes Brown. Het bedrijf wordt nog steeds door de familie Brown gerund.
De winkel in York omvat "Browns Teahouse" en "Rhodes Cafe and Restaurant".
De winkel in York is de grootste van de vier en bevindt zich op Davygate. De winkel in Helmsley bevindt zich op Market Place en werd geopend in 1992. Op 25 maart 2010 werd een derde winkel in Beverley geopend. Op 15 augustus 2012 opende een winkel in Gainsborough in Lincolnshire.

## Trivia
Browns of Helmsley verscheen als "Browns of Ashfordly" in een aflevering uit 2008 van de Britse televisieserie Heartbeat.